# Llista de topònims de la Fuliola
Llista de topònims (noms propis de lloc) del municipi de la Fuliola, a l'Urgell
Informació actualitzada per un bot. Els canvis manuals es perdran quan s'actualitzi!

## casa
| imatge | Nom             | Ubicat a   | instància de | Detalls                                     | coordenades                                                                                       | Protecció                                  | Commons (més fotos)     | Dades a WD                    |
| ------ | --------------- | ---------- | ------------ | ------------------------------------------- | ------------------------------------------------------------------------------------------------- | ------------------------------------------ | ----------------------- | ----------------------------- |
|        | Ca la Simona    | la Fuliola | casa         | Estil: arquitectura modernista 18th century | 41° 43′ 09″ N, 1° 00′ 19″ E / 41.719168°N,1.005407°E ca:Carrer Major, 5, Boldú                    | bé integrant del patrimoni cultural català | Ca la Simona            | Modifica les dades a Wikidata |
|        | Cal Batalla     | la Fuliola | casa         | Estil: arquitectura popular 17th century    | 41° 43′ 11″ N, 1° 00′ 21″ E / 41.719742°N,1.005705°E ca:Plaça Major, 6 i 7, Boldú 266 msnm        | bé integrant del patrimoni cultural català | Cal Batalla de Boldú    | Modifica les dades a Wikidata |
|        | Cal Bep del Pau | la Fuliola | casa         | Estil: arquitectura popular 16th century    | 41° 42′ 47″ N, 1° 01′ 07″ E / 41.713101°N,1.018487°E ca:Plaça Major 271 msnm                      | bé integrant del patrimoni cultural català | Cal Bep del Pau         | Modifica les dades a Wikidata |
|        | Cal Boada       | la Fuliola | casa         | Estil: arquitectura modernista 18th century | 41° 43′ 11″ N, 1° 00′ 21″ E / 41.719737°N,1.005862°E ca:Plaça Major, 4, Boldú 266 msnm            | bé integrant del patrimoni cultural català | Cal Boada               | Modifica les dades a Wikidata |
|        | Cal Peixant     | la Fuliola | casa         | Estil: arquitectura popular 18th century    | 41° 42′ 47″ N, 1° 01′ 06″ E / 41.712936°N,1.018395°E ca:Carrer del Portal, 8, la Fuliola 271 msnm | bé integrant del patrimoni cultural català | Cal Peixant             | Modifica les dades a Wikidata |
|        | Cal Samario     | la Fuliola | casa         | Estil: arquitectura popular 18th century    | 41° 42′ 48″ N, 1° 01′ 08″ E / 41.713308°N,1.018798°E ca:Placeta 273 msnm                          | bé integrant del patrimoni cultural català | Cal Samario             | Modifica les dades a Wikidata |
|        | Casa Terés      | la Fuliola | casa         | Estil: arquitectura barroca 17th century    | 41° 42′ 48″ N, 1° 01′ 07″ E / 41.713378°N,1.018483°E ca:Carrer Major, 6-8 273 msnm                | bé integrant del patrimoni cultural català | Casa Terés (la Fuliola) | Modifica les dades a Wikidata |

## creu de terme
| imatge | Nom                         | Ubicat a   | instància de  | Detalls                                        | coordenades                                                                                    | Protecció                                  | Commons (més fotos)         | Dades a WD                    |
| ------ | --------------------------- | ---------- | ------------- | ---------------------------------------------- | ---------------------------------------------------------------------------------------------- | ------------------------------------------ | --------------------------- | ----------------------------- |
|        | creu de terme de Boldú      | la Fuliola | creu de terme | Estil: arquitectura gòtica 14th century        | 41° 43′ 10″ N, 1° 00′ 24″ E / 41.71948°N,1.006543°E ca:Plaça d'Engràcia Macià, Boldú 265 msnm  | bé integrant del patrimoni cultural català | Creu de terme de Boldú      | Modifica les dades a Wikidata |
|        | creu de terme de la Fuliola | la Fuliola | creu de terme | Estil: historicisme arquitectònic 20th century | 41° 42′ 46″ N, 1° 01′ 05″ E / 41.712852777778°N,1.0179722222222°E ca:Plaça del Portal 271 msnm | bé integrant del patrimoni cultural català | Creu de terme de la Fuliola | Modifica les dades a Wikidata |

## entitat singular de població
| imatge | Nom        | Ubicat a   | instància de                                   | Detalls  | coordenades                                                       | Protecció | Commons (més fotos) | Dades a WD                    |
| ------ | ---------- | ---------- | ---------------------------------------------- | -------- | ----------------------------------------------------------------- | --------- | ------------------- | ----------------------------- |
|        | Boldú      | la Fuliola | entitat singular de població                   | 248 hab  | 41° 43′ 10″ N, 1° 00′ 21″ E / 41.71956667°N,1.00576389°E 266 msnm |           | Boldú               | Modifica les dades a Wikidata |
|        | la Fullola | la Fuliola | entitat singular de població capital municipal | 1001 hab | 41° 43′ 14″ N, 0° 59′ 54″ E / 41.72045°N,0.99821°E 269 msnm       |           |                     | Modifica les dades a Wikidata |

## església
| imatge | Nom                        | Ubicat a   | instància de | Detalls                                                        | coordenades                                                                                       | Protecció                   | Commons (més fotos)        | Dades a WD                    |
| ------ | -------------------------- | ---------- | ------------ | -------------------------------------------------------------- | ------------------------------------------------------------------------------------------------- | --------------------------- | -------------------------- | ----------------------------- |
|        | Santa Llúcia de la Fuliola | la Fuliola | església     | Estil: arquitectura barroca 18th century                       | 41° 42′ 49″ N, 1° 01′ 06″ E / 41.713605555556°N,1.0182666666667°E ca:Plaça de l'Església 272 msnm | bé cultural d'interès local | Santa Llúcia de la Fuliola | Modifica les dades a Wikidata |
|        | Santa Maria de Boldú       | la Fuliola | església     | Estil: arquitectura romànica arquitectura barroca 11st century | 41° 43′ 09″ N, 1° 00′ 21″ E / 41.719117°N,1.005704°E ca:Plaça de l'Església, Boldú 266 msnm       | bé cultural d'interès local | Santa Maria de Boldú       | Modifica les dades a Wikidata |

## granja
| imatge | Nom                    | Ubicat a   | instància de | Detalls | coordenades                                                         | Protecció | Commons (més fotos) | Dades a WD                    |
| ------ | ---------------------- | ---------- | ------------ | ------- | ------------------------------------------------------------------- | --------- | ------------------- | ----------------------------- |
|        | Granja Bernaus         | la Fuliola | granja       |         | 41° 42′ 37″ N, 1° 01′ 00″ E / 41.7101955670222°N,1.016642171862°E   |           |                     | Modifica les dades a Wikidata |
|        | Granja Colomines       | la Fuliola | granja       |         | 41° 43′ 27″ N, 1° 01′ 34″ E / 41.7241272601445°N,1.02597557168955°E |           |                     | Modifica les dades a Wikidata |
|        | Granja de l'Ardèvol    | la Fuliola | granja       |         | 41° 43′ 13″ N, 1° 00′ 53″ E / 41.7201971086732°N,1.01480783484463°E |           |                     | Modifica les dades a Wikidata |
|        | Granja de l'Huguet     | la Fuliola | granja       |         | 41° 42′ 34″ N, 1° 01′ 07″ E / 41.7095556795793°N,1.01870514290425°E |           |                     | Modifica les dades a Wikidata |
|        | Granja del Berengueres | la Fuliola | granja       |         | 41° 43′ 05″ N, 1° 01′ 14″ E / 41.7180874848725°N,1.02042647468121°E |           |                     | Modifica les dades a Wikidata |
|        | Granja del Bernat      | la Fuliola | granja       |         | 41° 42′ 39″ N, 1° 01′ 01″ E / 41.7109589700548°N,1.0170393844177°E  |           |                     | Modifica les dades a Wikidata |
|        | Granja del Calvete     | la Fuliola | granja       |         | 41° 43′ 23″ N, 1° 00′ 03″ E / 41.7230913020014°N,1.00096566586273°E |           |                     | Modifica les dades a Wikidata |
|        | Granja del Granyo      | la Fuliola | granja       |         | 41° 43′ 20″ N, 1° 00′ 16″ E / 41.7221797134709°N,1.0044802311615°E  |           |                     | Modifica les dades a Wikidata |
|        | Granja del Pina        | la Fuliola | granja       |         | 41° 42′ 36″ N, 1° 01′ 01″ E / 41.7099229429568°N,1.01702315788615°E |           |                     | Modifica les dades a Wikidata |
|        | Granja del Polo        | la Fuliola | granja       |         | 41° 43′ 26″ N, 1° 00′ 10″ E / 41.7239422187981°N,1.00276663285208°E |           |                     | Modifica les dades a Wikidata |
|        | Granja del Sàrries     | la Fuliola | granja       |         | 41° 42′ 38″ N, 1° 00′ 59″ E / 41.7106871351357°N,1.01642272298257°E |           |                     | Modifica les dades a Wikidata |

## masia
| imatge | Nom                  | Ubicat a   | instància de | Detalls | coordenades                                                          | Protecció | Commons (més fotos) | Dades a WD                    |
| ------ | -------------------- | ---------- | ------------ | ------- | -------------------------------------------------------------------- | --------- | ------------------- | ----------------------------- |
|        | Cal Berguedà         | la Fuliola | masia        |         | 41° 42′ 54″ N, 1° 01′ 20″ E / 41.7151260212989°N,1.02209205925078°E  |           |                     | Modifica les dades a Wikidata |
|        | Cal Cilona           | la Fuliola | masia        |         | 41° 43′ 01″ N, 1° 01′ 06″ E / 41.716880594562°N,1.0183358518873°E    |           |                     | Modifica les dades a Wikidata |
|        | Cal Colomí           | la Fuliola | masia        |         | 41° 43′ 43″ N, 0° 59′ 31″ E / 41.7285990403556°N,0.991945995282188°E |           |                     | Modifica les dades a Wikidata |
|        | Cal Jaume Vidal      | la Fuliola | masia        |         | 41° 43′ 03″ N, 1° 01′ 07″ E / 41.7174717162553°N,1.01866629091559°E  |           |                     | Modifica les dades a Wikidata |
|        | Cal Joan Huguet      | la Fuliola | masia        |         | 41° 43′ 03″ N, 1° 01′ 02″ E / 41.7175075701455°N,1.0170904558545°E   |           |                     | Modifica les dades a Wikidata |
|        | Cal Pastocs          | la Fuliola | masia        |         | 41° 42′ 45″ N, 1° 01′ 22″ E / 41.7125995253455°N,1.02286670069294°E  |           |                     | Modifica les dades a Wikidata |
|        | Masia Cafeter        | la Fuliola | masia        |         | 41° 42′ 33″ N, 0° 58′ 53″ E / 41.7091480633561°N,0.981325649179818°E |           |                     | Modifica les dades a Wikidata |
|        | Masia Felip del Cuco | la Fuliola | masia        |         | 41° 42′ 54″ N, 1° 00′ 12″ E / 41.714883427896°N,1.00338378091086°E   |           |                     | Modifica les dades a Wikidata |
|        | Masia Graells        | la Fuliola | masia        |         | 41° 42′ 57″ N, 1° 00′ 06″ E / 41.715867°N,1.001729°E                 |           |                     | Modifica les dades a Wikidata |
|        | Masia Ribalta Ros    | la Fuliola | masia        |         | 41° 43′ 40″ N, 0° 59′ 42″ E / 41.7277°N,0.995022°E                   |           |                     | Modifica les dades a Wikidata |
|        | Masia Utgés          | la Fuliola | masia        |         | 41° 43′ 33″ N, 0° 59′ 05″ E / 41.72593333°N,0.98468944°E             |           |                     | Modifica les dades a Wikidata |

## Misc
| imatge | Nom                             | Ubicat a   | instància de      | Detalls                     | coordenades                                                          | Protecció                                            | Commons (més fotos)      | Dades a WD                    |
| ------ | ------------------------------- | ---------- | ----------------- | --------------------------- | -------------------------------------------------------------------- | ---------------------------------------------------- | ------------------------ | ----------------------------- |
|        | Coladors de Boldú               | la Fuliola | zona humida       | Superfície: 61.83ha         | 41° 42′ 50″ N, 0° 58′ 43″ E / 41.7139°N,0.9787°E                     |                                                      |                          | Modifica les dades a Wikidata |
|        | Escola Guillem Isarn            | la Fuliola | edifici           |                             | 41° 43′ 00″ N, 1° 00′ 46″ E / 41.71656°N,1.01287°E                   | bé integrant del patrimoni cultural català           |                          | Modifica les dades a Wikidata |
|        | Vila Closa de la Fuliola        | la Fuliola | vila closa        | Estil: arquitectura popular | 41° 42′ 47″ N, 1° 01′ 05″ E / 41.712927°N,1.018186°E 271 msnm        | bé d'interès cultural bé cultural d'interès nacional | Vila Closa de la Fuliola | Modifica les dades a Wikidata |
|        | cabana del Soberana             | la Fuliola | cabana            |                             | 41° 43′ 14″ N, 0° 59′ 35″ E / 41.7204317404504°N,0.993065920251714°E |                                                      |                          | Modifica les dades a Wikidata |
|        | casa consistorial de la Fuliola | la Fuliola | casa consistorial |                             | 41° 42′ 52″ N, 1° 01′ 08″ E / 41.7145262°N,1.0189584°E               |                                                      |                          | Modifica les dades a Wikidata |